# Gisella Anastasia
Gisella Anastasia, née le 16 novembre 1990 à Surabaya, est une chanteuse indonésienne.

## Biographie
Elle est la finaliste de l'émission télévisée Indonesian Idol (saison 5). Le 14 septembre 2013, Gisella a épousé Gading Marten, fils de l'acteur Roy Marten, avec une cérémonie de bénédiction tenue à Uluwatu, Bali,. Ils ont divorcé en janvier 2019.